# آب ذوب‌شده

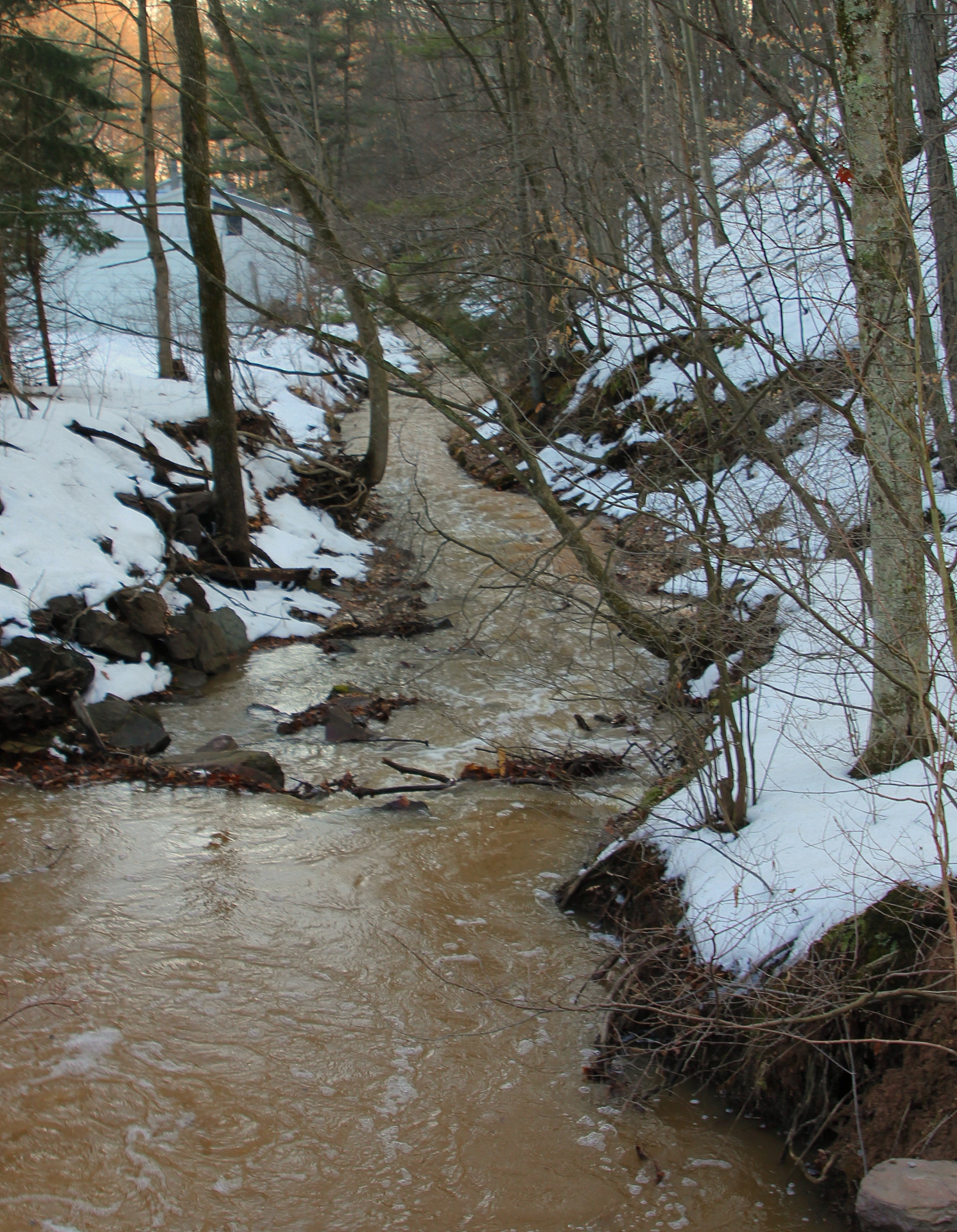
آب ذوب‌شده در اوایل بهار در پنسیلوانیا، ایالات متحده

آب ذوب‌شده آب آزاد شده در اثر ذوب شدن برف یا یخ، از جمله یخچال‌ها، کوه‌های یخ و یخ‌تاق‌ها در بالای اقیانوس‌ها است. آب ذوب‌شده اغلب در منطقه فرسایش یخچال‌ها یافت می‌شود، جایی که میزان پوشش برف در حال کاهش است. آب ذوب‌شده در فوران‌های آتشفشانی نیز به روشی مشابه اما خطرناک‌تر به نام گل‌رود تولید می‌شود.